# 仏教遺跡
仏教遺跡（ぶっきょういせき）とは、仏教にまつわる遺跡のことである。

## 南アジア

### インド
- 八大聖地、四大聖地 - 釈迦の伝説に関する遺跡の総称。

### スリランカ
- アヌラーダプラ - 紀元前から1000年続いたスリランカの過去の首都。
  - 仏教都市として繁栄した。二代目のゴータマ・ブッダの菩提樹がある。高さ75メートルのストゥーパを始めとした遺跡が数多く残る町。

### インドネシア
- ボロブドール遺跡 - インドネシア・ジャワ島東部にある、ストゥーパとピラミッドを組み合わせたような遺跡。

## 西域

### アフガニスタン
- バーミヤン遺跡 - 700を越える石窟群があり、うち70以上の石窟は仏教壁画で飾られている。5世紀から9世紀にかけて作られたと見られている。世界遺産に選ばれている。

### 中国
- 莫高窟 - 7世紀頃まで存在していた石窟群。
- 雲崗石窟
- 龍門洞窟
- 廬山
- 峨眉山
- 楽山大仏
- 大足石刻